# オールド・タウン・ロード
オールド・タウン・ロード (Old Town Road) は、ラッパーリル・ナズ・Xの楽曲。デビューEP「7」のリードシングルとして、2018年12月3日に発売された。

## 概要
本楽曲（および後述するリミックス）は、カントリー音楽とラップという異なる2つのジャンルを融合させたことで反響と論争を呼び、結果的に、「カントリー・ラップ」と呼ばれるジャンルを一気にメインストリームに押し上げる役割を果たした。
バックトラックは、オランダのプロデューサー、YoungKioが制作して販売していたものに基づいている。YoungKioは、ロック界のビッグネームであるナイン・インチ・ネイルズが2008年にリリースしたアルバム『Ghosts_I-IV』に収録されている「34 Ghosts IV」をサンプリングしてこのトラックを制作したが、リル・ナズ・Xは、30ドルで購入したこのYoungKioのトラックに遭遇するまで、ナイン・インチ・ネイルズは聞いたことがなかったという。

### リミックス
2018年12月3日にオリジナル版がリリースされた翌日、リル・ナズ・Xはツイッターで、テレビで知っていたカントリー歌手のビリー・レイ・サイラスが参加してくれたらうれしいという希望を述べた。これがレコード会社を介して最終的にサイラスの耳に入り、本人が楽曲を気に入ったことで共演が実現した。こうして、2019年4月5日にサイラスが参加したリミックス「オールド・タウン・ロード feat. ビリー・レイ・サイラス」がリリースされると、ミュージック・ビデオの効果もあって、SNS上で注目を集め、世界的に大きな話題となった。
リミックスがリリースされる前の2019年3月22日に、本楽曲（オリジナル版）の成功によって、リル・ナズ・Xはコロムビア・レコードと契約し、それにより、楽曲の販売・配信やラジオでのオンエアもスムーズに進むこととなった。

### チャートでの成功
こうして幅広い層にアピールすることに成功した本楽曲は、Billboard Hot 100で最長記録となる19週連続1位を達成し、全英シングルチャートでも1位にランクインした。また、アメリカレコード協会（RIAA）認証トリプルプラチナ等級を受けた。リミックス版はRIAAによって「14xプラチナ」に認定された。
第62回グラミー賞では、EP「7」も含め、「レコード・オブ・ザ・イヤー」をはじめとする3部門にノミネートされた。